# Table des caractères Unicode/U10800
Cette page contient des caractères spéciaux ou non latins. S’ils s’affichent mal (▯, ?, etc.), consultez la page d’aide Unicode.
Table des caractères Unicode U+10800 à U+1083F.

## Syllabaire chypriote
Symboles utilisés pour l’écriture du syllabaire chypriote.

### Table des caractères
| en fr   | 0 | 1 | 2 | 3 | 4 | 5 | 6 | 7 | 8 | 9 | A | B | C | D | E | F |
| ------- | - | - | - | - | - | - | - | - | - | - | - | - | - | - | - | - |
| U+10800 | 𐠀 | 𐠁 | 𐠂 | 𐠃 | 𐠄 | 𐠅 |   |   | 𐠈 |   | 𐠊 | 𐠋 | 𐠌 | 𐠍 | 𐠎 | 𐠏 |
| U+10810 | 𐠐 | 𐠑 | 𐠒 | 𐠓 | 𐠔 | 𐠕 | 𐠖 | 𐠗 | 𐠘 | 𐠙 | 𐠚 | 𐠛 | 𐠜 | 𐠝 | 𐠞 | 𐠟 |
| U+10820 | 𐠠 | 𐠡 | 𐠢 | 𐠣 | 𐠤 | 𐠥 | 𐠦 | 𐠧 | 𐠨 | 𐠩 | 𐠪 | 𐠫 | 𐠬 | 𐠭 | 𐠮 | 𐠯 |
| U+10830 | 𐠰 | 𐠱 | 𐠲 | 𐠳 | 𐠴 | 𐠵 |   | 𐠷 | 𐠸 |   |   |   | 𐠼 |   |   | 𐠿 |